# Лофогастриды
Лофогастриды (лат. Lophogastrida) — отряд высших раков из надотряда Peracarida. Они представляют собой креветкоподобные организмы, обитающие преимущественно в глубоководных пелагиалях океанов по всему миру.

## Внешний вид и строение тела
Длина тела большинства лофогастрид лежит в интервале 1-8 сантиметров, но Gnathophausia ingens может достигать 35 сантиметров в длину и, вероятно, является самым крупным морским пелагическим ракообразным.
К внешним признакам лофогастрид относят стебельчатые глаза, карапакс, покрывающий голову и грудные сегменты, мускулистое цилиндрическое брюшко. Карапакс часто выходит за пределы головы и образует рострум. Как и других перакарид, от истинных креветок их можно отличить по наличию у лофогастрид выводковой сумки, или марсупиума, таким образом, у них отсутствует отдельная планктонная личиночная стадия.
Раньше лофогастрид рассматривались в качестве подотряда большого отряда мизидовые (Mysidacea) вместе с родами мизиды (Mysida) и стигомизиды (Stygiomysida), но в настоящее время, как правило, лофогастриды считаются самостоятельным отрядом. К свойствам, отличающим лофогастрид от мизид, относится отсутствие у первых статоцистов на уроподах, наличие у лофогастрид хорошо развитых двуветвистых брюшных конечностей (плеопод) и ряд молекулярно-генетических особенностей.

## Таксономия
В наши дни известно 56 сохранившихся видов, классифицируемых в 3 семейства и 9 родов.
В отряде лофогастриды выделяют следующие семейства:
- Eucopiidae
- Gnathophausiidae
- Lophogastridae